# José Silvestre Urizar
José Silvestre Urizar Garfias (1834-1882) fue un militar chileno, primer comandante del Regimiento "Talca".
Nació en Santiago el 15 de mayo de 1834. Hijo de Fernando Urízar y de Dominga Garfías. 
Ingresó a la Academia Militar en 1847, con trece años de edad. En 1854 es nombrado Subteniente, siendo destinado al 2.º de Línea, y ascendido a Capitán seis años después. En 1858 es nombrado 2.º Comandante del Artillería de Marina, hasta 1864 asumiendo como Comandante del 3.º de Línea.
Al comienzo de la Guerra del Pacífico se desempeñó como inspector de la Guardia Municipal. Posteriormente, con el grado de Teniente Coronel, lo designaron como comandante del Batallón Talca.
El 13 de enero de 1881 el Batallón Talca, al mando de Urizar, combate victoriosamente en la Batalla de Chorrillos. Debido a su valiente actuación es ascendido a Coronel.
El Batallón Talca nuevamente combate, esta vez en la Batalla de Miraflores, Posteriormente el Regimiento en calidad de Batallón es enviado al norte de Perú, donde el Coronel Urízar fallece en Trujillo el 22 de febrero de 1882, en el cargo de Jefe de la División Expedicionaria del Norte del Perú perdiendo la vida a consecuencia de una fiebre epidémica.